# A18 (Polen)
A18 er en motorvej i Polen, der går fra Olszyna til Krzywa. Den vestgående del af motorvejen blev totalrenoveret fra 2004 til 2006, mens den østgående del ikke er blevet fornyet siden 1930'erne. Vejen er foreløbig 17 km lang, men når udbygningen bliver færdig i 2010, vil den være 78 km lang.

## Afkørsler
- Grænseovergang PL/D ved Forst
- Told og parkering for lastbiler.
- Olszyna
- Królów
- Żary
- Iłowa
- Bolesławie
- Lipiany
- Krzyżowa

| Veje og vejanlæg | Spire Denne artikel om veje eller vejanlæg er en spire som bør udbygges. Du er velkommen til at hjælpe Wikipedia ved at udvide den. |